# Phiên âm Khách Gia
Phiên âm Khách Gia (Pha̍k-fa-sṳ) là một hệ thống chính tả tương tự phiên âm Bạch thoại, được sử dụng để viết tiếng Khách Gia, một phương ngữ của tiếng Hoa mà tộc người Khách Gia sống chủ yếu ở vùng Đông Nam Trung Quốc sử dụng. Các thổ ngữ Khách Gia không nhất thiết phải thông hiểu lẫn nhau do sự rộng lớn của khu vực địa lý phân bố. Bài viết này thảo luận về một dạng cụ thể của tiếng Khách Gia. Hệ thống chính tả này được sáng chế bởi Giáo hội Trưởng lão vào thế kỷ 19. Sách Tân Ước Khách Gia xuất bản năm 1924 được viết bằng hệ thống này.

## Hệ thống chữ viết
Phiên âm Khách Gia sử dụng bảng chữ cái Latinh sửa đổi (đã bổ sung dấu hai chấm dưới ṳ cho nguyên âm không tròn môi giữa đóng /Lỗi Lua trong Mô_đun:IPA tại dòng 52: invalid option '%T' to 'format'./) và một số dấu phụ để chỉ thanh điệu. Một dấu gạch ngang được thêm vào để chỉ hợp âm.

## Hệ thống hiện tại

### Chữ cái
| Chữ in hoa  | A | Ch  | Chh  | E | F  | H  | I | K  | Kh  | L  | M  | N  | Ng  | O | P  | Ph  | S  | T  | Th  | U | Ṳ | V  | Y  |
| Chữ thường  | a | ch  | chh  | e | f  | h  | i | k  | kh  | l  | m  | n  | ng  | o | p  | ph  | s  | t  | th  | u | ṳ | v  | y  |
| Tên chữ cái | a | chi | chhi | e | fi | hi | i | ki | khi | li | mi | ni | ngi | o | pi | phi | si | ti | thi | u | ṳ | vi | yi |

### Phụ âm
| Phiên âm Khách Gia | Bopomofo mở rộng | IPA     | Ví dụ           |
| ------------------ | ---------------- | ------- | --------------- |
| p                  | ㄅ               | p       | pak-kûng 伯公   |
| ph                 | ㄆ               | pʰ      | pha̍k-fa 白話    |
| m                  | ㄇ               | m       | Mî-koet 美國    |
| f                  | ㄈ               | f       | fî-kî 飛機      |
| v                  | ㄪ               | ʋ       | vùn-sṳ 文字     |
| t                  | ㄉ               | t       | tú-sṳ́ 肚笥      |
| th                 | ㄊ               | tʰ      | thai-ngìn 大人  |
| n                  | ㄋ               | n       | nài-sâ 泥沙     |
| l                  | ㄌ               | l       | lî-mà 鯉嬤      |
| k                  | ㄍ               | k       | kâ-yèn 家園     |
| kh                 | ㄎ               | kʰ      | khiung-ha 共下  |
| ng(i)              | ㄫ               | ŋ/ɲ     | ngiù-ngiuk 牛肉 |
| h                  | ㄏ               | h       | heu-sâng 後生   |
| ch(i)              | ㄗ/ㄐ            | ts/tɕ   | cho-tet 做得    |
| chh(i)             | ㄘ/ㄑ            | tsʰ/tɕʰ | chhâ-é 車仔     |
| s(i)               | ㄙ/ㄒ            | s/ɕ     | se-ngìn 細人    |

### Nguyên âm
| Phiên âm Khách Gia | Bopomofo mở rộng | IPA |
| ------------------ | ---------------- | --- |
| a                  | ㄚ               | a   |
| i                  | ㄧ               | i   |
| u                  | ㄨ               | u   |
| e                  | ㄝ               | e   |
| o                  | ㄛ               | o   |
| ṳ                  | ㄭ               | ɨ   |
| er                 | ㄜ               | ɤ/ə |
| -p                 | ㆴ               | p̚   |
| -t                 | ㆵ               | t̚   |
| -k                 | ㆶ               | k̚   |

### Dấu thanh
Dưới đây là danh sách dấu thanh của phiên âm Khách Gia với kèm các thanh điệu của phương ngữ Tứ Huyện (四縣) và phương ngữ Hải Lục (海陸) của tiếng này:
| Tên thanh điệu tiếng Hoa | Dấu thanh   | Dấu phụ      | Ví dụ  | Tứ Huyện | Hải Lục |
| ------------------------ | ----------- | ------------ | ------ | -------- | ------- |
| 陰平 âm bình             | ◌̂           | Dấu mũ       | 夫 fû  | 24       | 53      |
| 陽平 dương bình          | ◌̀           | Dấu huyền    | 扶 fù  | 11       | 55      |
| 上聲 thượng thanh        | ◌́           | Dấu sắc      | 府 fú  | 31       | 24      |
| 陰去 âm khứ              | (không dấu) |              | 富 fu  | 55       | 11      |
| 陽去 dương khứ           | ◌̊           | Dấu tròn     | 護 fů  | 55       | 33      |
| 陰入 âm nhập             | (không dấu) |              | 福 fuk | 2        | 5       |
| 陽入 dương nhập          | ◌̍           | dấu gạch dọc | 服 fu̍k | 5        | 2       |

## So sánh phiên âm Khách Gia của Trung Quốc đại lục và Đài Loan
Các so sánh dưới đây dựa theo sự so sánh giữa Tân Ước Khách Gia (1924) và Kinh Thánh Khách Gia: Phiên bản Khách Gia Đài Loan ngày nay (2012). Tác phẩm đầu được xuất bản tại Sán Đầu, Trung Quốc đại lục còn tác phẩm sau được xuất bản tại Đài Loan.

### Âm đầu
Dưới đây là các quy tắc chuyển đổi giữa phiên âm Khách Gia Trung Quốc đại lục (PFS Trung Quốc) và phiên âm Khách Gia Đài Loan (PFS Đài Loan):
| Quy tắc | Ký tự | PFS Trung Quốc | PFS Đài Loan |
| ------- | ----- | -------------- | ------------ |
| ny→ng   | 源    | nyên           | ngièn        |
| sh→s    | 聖    | shìn           | sṳn          |
| ts→ch   | 做    | tsò            | cho          |
| tsh→chh | 自    | tshṳ̀           | chhṳ         |
| kw→k    | 光    | kwong          | kông         |

### Dấu thanh
Bảng dưới đây so sánh các dấu thanh của phiên âm Khách Gia Trung Quốc đại lục (PFS Trung Quốc), phiên âm Khách Gia Đài Loan (PFS Đài Loan), và phiên âm Bạch thoại của tiếng Mân Nam (POJ Đài Loan).
| Tên thanh điệu    | PFS Trung Quốc | PFS Đài Loan | POJ Đài Loan |
| ----------------- | -------------- | ------------ | ------------ |
| 陰平 âm bình      | a              | â            | a            |
| 陽平 dương bình   | â              | à            | â            |
| 陰上 âm thượng    | á              | á            | á            |
| 陽上 dương thượng | á              | á            | (ǎ)          |
| 陰去 âm khứ       | à              | a            | à            |
| 陽去 dương khứ    | à              | (å)          | ā            |
| 陰入 âm nhập      | ap             | ap           | ap           |
| 陽入 dương nhập   | a̍p             | a̍p           | a̍p           |

Ghi chú:
1. Tiếng Khách Gia Đài Loan không phân biệt giữa âm thượng 陰上 và dương thượng 陽上. Một số phương ngữ không mang tính tiêu chuẩn của tiếng Phúc Kiến Đài Loan có dương thượng (ǎ).
2. Tiếng Khách Gia phương ngữ Tứ Huyện không phân biệt giữa âm khứ 陰去 và dương khứ 陽去, trong khi tiếng Khách Gia phương ngữ Hải Lục lại có dương khứ (å).